# Rhinocypha
Rhinocypha är ett släkte av trollsländor. Rhinocypha ingår i familjen Chlorocyphidae.

## Bildgalleri

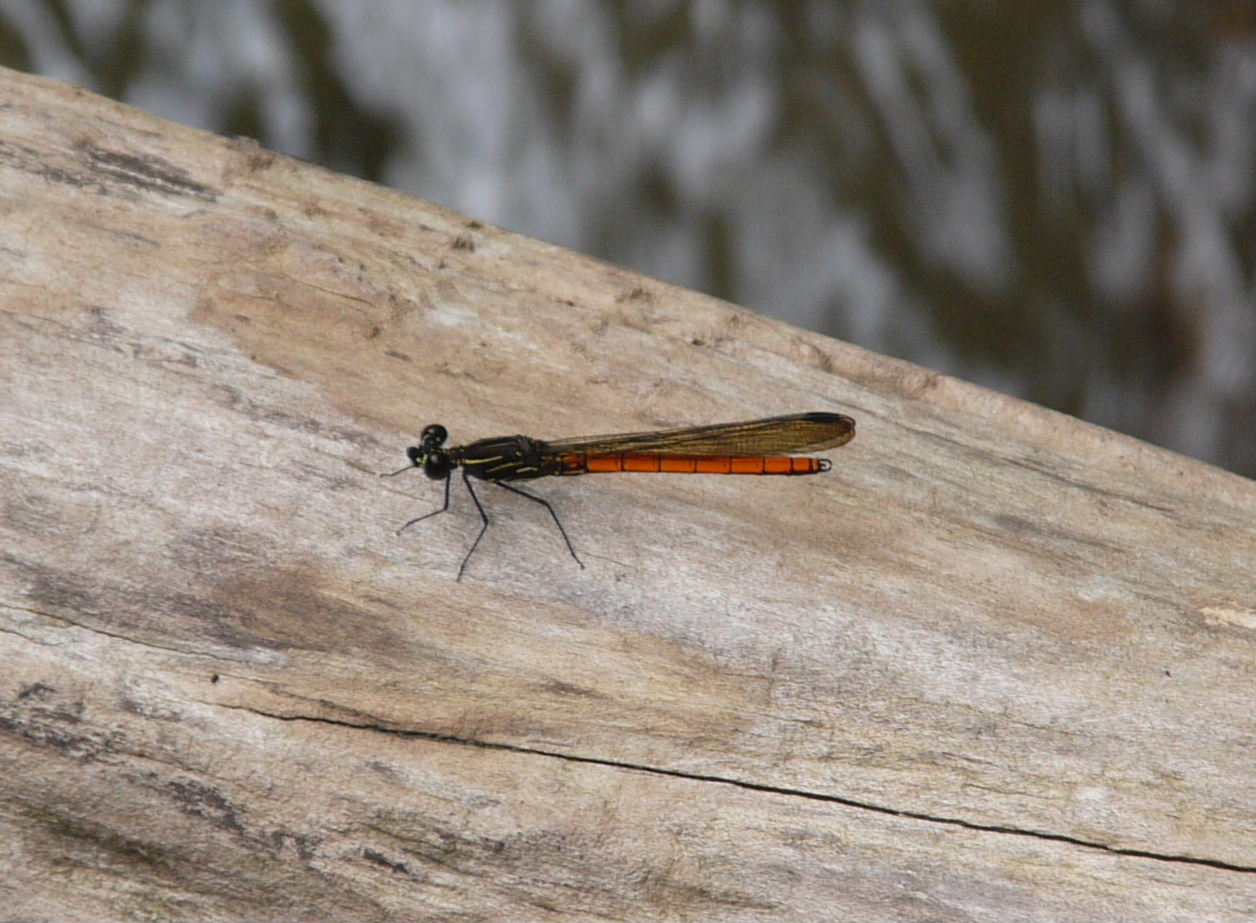

## Dottertaxa tillRhinocypha, i alfabetisk ordning[1]
- Rhinocypha albistigma
- Rhinocypha anisoptera
- Rhinocypha arguta
- Rhinocypha aurofulgens
- Rhinocypha aurulenta
- Rhinocypha chaoi
- Rhinocypha cognata
- Rhinocypha colorata
- Rhinocypha cucullata
- Rhinocypha dorsosanguinea
- Rhinocypha drusilla
- Rhinocypha frontalis
- Rhinocypha hageni
- Rhinocypha heterostigma
- Rhinocypha humeralis
- Rhinocypha ignipennis
- Rhinocypha latimacula
- Rhinocypha liberata
- Rhinocypha monochroa
- Rhinocypha moultoni
- Rhinocypha ogasawarensis
- Rhinocypha orea
- Rhinocypha pagenstecheri
- Rhinocypha pallidifrons
- Rhinocypha pelops
- Rhinocypha phantasma
- Rhinocypha sanguinolenta
- Rhinocypha seducta
- Rhinocypha selysi
- Rhinocypha spinifer
- Rhinocypha stygia
- Rhinocypha sumbana
- Rhinocypha tincta
- Rhinocypha trimaculata
- Rhinocypha turconii
- Rhinocypha uenoi
- Rhinocypha ustulata
- Rhinocypha watsoni
- Rhinocypha viola
- Rhinocypha xanthe